# 福岡県中小企業家同友会
一般社団法人福岡県中小企業家同友会（いっぱんしゃだんほうじんふくおかけんちゅうしょうきぎょうかどうゆうかい）は、福岡県に所在する中小企業の経営者や経営幹部などで構成する一般社団法人である。

## 概要
中小企業家同友会全国協議会のもと各都道府県に組織される中小企業家同友会のひとつで、2019年9月時点における会員数は2200名を超える。本部事務局は福岡市博多区に置き、北九州市小倉北区と久留米市にも拠点を有する。
北九州市との共同事業として、中華人民共和国大連市にアンテナショップブースを開設している。ブースでの商品販売や展示を通じて、同国における会員企業の市場開拓をサポートする。
また、会員企業の経営支援にあたり、福岡県内の8信用金庫（福岡信用金庫、福岡ひびき信用金庫、大牟田柳川信用金庫、筑後信用金庫、飯塚信用金庫、田川信用金庫、大川信用金庫、遠賀信用金庫）と提携している。

## 組織

### 支部
- 福岡地区
  - 東支部、福博支部、博多支部、中央支部、西支部、南支部、筑紫支部、福友支部、青年支部、玄海支部、かすや支部、糸島支部
- 北九州地区
  - 北九州支部、ひびき支部
- 筑豊地区
  - のおがた支部、飯塚支部、田川支部
- 県南地区
  - 久留米支部、大牟田支部、有明支部、りょうちく支部